# 強制的措置
強制的措置（きょうせいてきそち）とは、日本の児童福祉法が認める児童保護手段の一つであり、一時保護（同法33条）中又は児童福祉施設（同法7条）入所中の児童に対して、一時的かつ強制的に、その行動の自由を制限し又はその自由を奪うような措置を執ることをいう（同法27条の3参照）。児童自立支援施設入所中のある児童が、深夜になると、寮内を徘徊しては窓や壁を打ち壊し、就寝中の他の児童を殴打することを繰り返すような場合に、カウンセリングや精神科医による治療が功を奏するまでの間、一時的にこの児童を外から鍵をかけられるような個室で生活させるといった例が考えられる。
このような強制的措置を必要とするときは、一時保護として認められる場合や児童福祉施設の長の親権代行（同法47条）として認められる場合を除き、都道府県知事又は児童相談所長（これらを一括して「児童福祉機関」という。）は、児童を家庭裁判所に送致しなければならない（少年法6条3項）。同項は「送致」という表現を用いているが、その実質は許可の申請（強制的措置許可申請）であると解されている。児童福祉機関が、触法少年（少年法3条1項2号）やぐ犯少年（同項3号）として送致する少年について、仮に児童自立支援施設送致の保護処分があれば送致先施設内で強制的措置が必要となると考えるときは、家庭裁判所の保護処分をまって改めて強制的措置許可申請をするまでもなく、送致時に併せて強制的措置の許可を申請することもできる。
家庭裁判所は、強制的措置許可申請の審判を行うため必要があるときに観護措置（少年法17条1項）をとったり、決定をするため必要があると認めるときに児童を試験観察（同法25条）に付したりすることができると解するのが多数説である。家庭裁判所は、審判期日で申請の内容や強制的措置を必要とする事由を児童に説明し、児童に弁解の機会を与えて審理するのが通例である。
家庭裁判所は、強制的措置を相当と認めるときは、決定をもって、期限を付して、児童に対してとるべき保護の方法その他の措置を指示して、事件を権限を有する児童福祉機関に送致することができる（少年法18条2項）。期限経過後も強制的措置を必要とするときは、児童福祉機関は、再度強制的措置許可申請をすることができる。